# Can't Get Enough (Bad Company)
"Can't Get Enough" is een nummer van de Britse band Bad Company. Het nummer werd uitgebracht op hun debuutalbum Bad Company uit 1974. Op 12 augustus van dat jaar werd het nummer uitgebracht als de debuutsingle van de groep.

## Achtergrond
"Can't Get Enough" is geschreven door gitarist Mick Ralphs en geproduceerd door de gehele band. Ralphs speelt het nummer in een zogeheten "open-C tuning", met de akkoordenprogressie C-C-G-C-E-C. Hij vertelde hierover: "Het klinkt nooit echt goed als je je gitaar normaal hebt afgesteld. Het heeft de open C nodig om het goed te krijgen."
"Can't Get Enough" groeide uit tot een van de populairste nummers van Bad Company. In de Amerikaanse Billboard Hot 100 kwam de single tot de vijfde plaats, terwijl het in Canada de grootste hit werd met een derde positie. In de UK Singles Chart kwam de single niet verder dan de vijftiende plaats. In Nederland behaalde het de Top 40 niet, maar kwam het wel tot de achtste plaats in de Tipparade.
"Can't Get Enough" is te horen in het computerspel Rock Band 3 uit 2010. Ook is het gebruikt in de films Wayne's World 2 (1993) en What the Bleep Do We Know!? (2004).

## NPO Radio 2 Top 2000
| Nummer met noteringen in de NPO Radio 2 Top 2000 | '06  | '07-'08 | '09  | '10  | '11  |
| ------------------------------------------------ | ---- | ------- | ---- | ---- | ---- |
| Can't Get Enough                                 | 1483 | -       | 1708 | 1603 | 1558 |

1. ↑  Een '-' betekent dat het nummer niet was genoteerd en een vetgedrukt getal geeft de hoogste notering aan.
2. ↑  2006 was het eerste jaar met een notering voor dit nummer.
3. ↑  Deze tabel is bijgewerkt tot en met de laatste editie (2024).